# کاترین سوفیا بل
کاترین سوفیا بل با نام قبلی کاترین تی جینز (زادهٔ ۲ ژوئیه ۱۹۷۸)، یک فیلسوف آمریکایی و استاد دانشگاه است. او دانشیار فلسفه در دانشگاه ایالتی پنسیلوانیا است. بسیاری از کارهای او بر افزایش تنوع در فلسفه متمرکز شده‌است. همچنین وی مدیر و مؤسس دانشکده فیلسوفان سیاه‌پوست است.

## تحصیلات و شغل
بل در رشته فلسفه در کالج اسپلمن تحصیل کرد و به ترتیب در سال‌های ۲۰۰۱ و ۲۰۰۳ مدرک کارشناسی ارشد و دکترای فلسفه را از دانشگاه ممفیس دریافت کرد.
بل از سال 2008 در دانشگاه ایالتی پنسیلوانیا به تدریس مشغول بوده‌است. بل قبل از انتصابش در دانشگاه پنسیلوانیا، استادیار مطالعات آفریقایی و دیاسپورا در دانشگاه واندربیلت و همچنین استاد گروه فلسفه این دانشگاه بود.

### کالژیوم فیلسوفان زنان سیاه‌پوست
بل در سال ۲۰۰۷ انجمن فیلسوفان سیاه‌پوست را تأسیس کرد تا یک مکان مثبت و شبکه حمایتی برای زنان فیلسوف سیاه‌پوست فراهم کند و همچنین به سادگی به شناسایی زنان سیاه‌پوست فیلسوف و استفاده از آن‌ها در موقعیت‌های دانشگاهی کمک کند. در زمانی که بل کالژیوم را راه اندازی کرد، تنها ۲۹ زن سیاهپوست را که استاد فلسفه در ایالات متحده بودند شناسایی کرد، اگرچه انجمن فلسفی آمریکا بیش از ۱۱۰۰۰ عضو داشت. کنفرانس سالانه کالژیوم اکنون میزبان حدود ۳۰ نفر از اعضای هیئت علمی زنان سیاه‌پوست و دانشجویان فلسفه است که انواع کارگاه‌های توسعه حرفه ای و سایر مسیرها را ارائه می‌دهد. لوسیوس اوتلاو، که در دایرةالمعارف فلسفه استنفورد می‌نویسد، معتقد است که تلاش‌های بل در تأسیس انجمن فیلسوفان زن سیاه‌پوست، زمینه جدید مهمی را در پیشبرد حوزه فلسفه آفریقایی ایجاد کرد.

## تحقیقات و آثار
بل یک کتاب نوشته‌است، هانا آرنت و پرسش سیاه‌پوست. او همچنین یک گزیده آثار به نام Convergences: Black Feminism and Continental Philosophy را ویرایش کرده‌است. او مقالات متعددی از جمله مقالاتی در مجلاتی مانند Hypatia: A Journal of Feminist Philosophy , Journal of Southern Philosophy , Journal of Social Philosophy و Sartre Studies International مقالات منتشر کرده‌است. او همچنین یکی از ویراستاران اصلی نظریه انتقادی نژاد است، مجله‌ای که توسط انتشارات دانشگاه ایالتی پنسیلوانیا منتشر می‌شود و موضوعات پیرامون مفهوم نژاد را بررسی می‌کند.
زمینه‌های اصلی مورد علاقه بل شامل فلسفه آفریقا، فلسفه قاره ای، فلسفه فمینیست سیاه‌پوست و فلسفه انتقادی نژاد است. بسیاری از تحقیقات بل بر روی رویکردهای انتقادی به موضوعات نژادی، نژادپرستی، فمینیسم، و متقاطع بودن علومی از این دست متمرکز شده‌است. او از منظر انتقادی به‌طور گسترده در مورد کار هانا آرنت نوشته‌است، و استدلال می‌کند که آرنت نتوانست تشخیص دهد که «مسئله سیاهپوستان» یک «مشکل سفید» است، نه یک «مشکل سیاهپوست»، و همچنین استدلال می‌کند که تمایزات سفت و سختی که در آثار آرنت وجود دارد و دید بین امر اجتماعی و سیاسی باعث شد که آرنت نتواند تشخیص دهد که نژادپرستی یک پدیده سیاسی است و نه صرفاً اجتماعی.
بل در مخالفت با فیلسوفان تحلیلی، استدلال می‌کند که وجود یک هویت منحصربه‌فرد، سیاه‌پوست و زنانه باید تصدیق شود تا بتوان بر نظام‌های ستمگر مرتبط غلبه کرد، وی همچنین استدلال می‌کند که حفظ هویت نژادی منحصربه‌فرد و مثبت می‌تواند به عنوان یک اقدام قدرتمند کننده انتقادی انجام شود. بل در کتاب سارتر، بووار و قیاس نژاد/جنسیت: موردی برای فلسفه فمینیستی سیاه‌پوست (قطعه ای که بل به همگرایی‌ها: فمینیسم سیاه و فلسفه قاره ای کمک کرد)، استدلال می‌کند که فقدان تفکر فمینیستی سیاه‌پوست در فلسفه قاره ای منجر به یک موضوع مهم در شناخت پدیده‌های اجتماعی شده‌است.